# 1Л267 «Москва-1»
1Л267 «Москва-1» — комплекс радіоелектронної боротьби (РЕБ) створений концерном «Радіоелектронні технології» (КРЕТ) держкорпорації «Ростех».
Система сканує повітряний простір і, виявивши оснащену радіоелементами техніку супротивника, передає отримані дані засобам радіоелектронної боротьби ППО та ВПС для нейтралізації цілей. На відміну від звичайних радарів «Москва-1» працює в режимі пасивної радіолокації — вловлює власне випромінювання цілі, при цьому залишаючись невидимою для противника. Комплекс може виявляти і снаряди супротивника.
Ця станція пасивної радіолокації може бачити випромінювання літаків та крилатих ракет за 400 км, визначати його тип та ступінь загрози. Складається з модуля розвідки 1Л265Э (одна машина) та пункту управління станціями перешкод станції радіолокації повітряного базування 1Л266 / 1Л266Э (дві машини). Всі системи монтуються на три машини КамАЗ (КАМАЗ-6350 с кузовами-фургонами К1.6350). Станція може забезпечити повний круговий огляд. На управлінні «Москви-1» одночасно можуть бути дев'ять комплексів РЕБ і ППО.
За контрактом до 2016 року ЗС РФ має отримати 10 комплексів «Москва-1». Вартість довгострокового контракту перевищує 3,5 млрд рублів (станом на грудень 2013 р.)
Серійне виробництво комплекса «Москва-1» виконується підприємствами НПО «Квант» (м. Нижній Новгород) з 10 грудня 2013 р.

## Технічні характеристики
Дальність виявлення цілей — до 460 км, сумісна з ракетним комплексом С-400.
Час розгортання за 45 хвилин.
Температурний діапазон роботи — -40 … +50 °C.
Бойовий розрахунок — чотири особи.
Може керувати дев'ятьма іншими системами РЕБ, сумісна зі станціями РЕБ «Красуха».

## На озброєнні
- ВС РФ — 9 (станом на 2015 рік)[10]

## Втрати під час бойових дій

### Вторгнення в Україну (2022)
8 вересня 2022 року Збройними силам України знищено один комплекс РЕБ «Москва-1»[уточнити] в районі міста Василівка Запорізької області[неавторитетне джерело].

## Склад
- 1Л267 : автоматизований командний пункт «Москва-1»;
- 1Л265 : модуль радіотехнічної розвідки у складі 1Л267;
- 1Л266 : автоматизований пункт управління станціями перешкод станції радіолокації повітряного базування.

## Модифікації
- комплекс «Москва-1» з моделями 1Л265 та 1Л266 — базовий зразок для ЗС Росії;
- комплекс «Москва-1Э» з моделями 1Л265Э та 1Л266Э — експортний варіант комплексу.

## Втрати
- У четвер, 8 вересня 2022 о 13:30 в місті Василівка у Запорізькій області, ЗСУ знищили ворожу РЕБ прямим потраплянням.

## Галерея

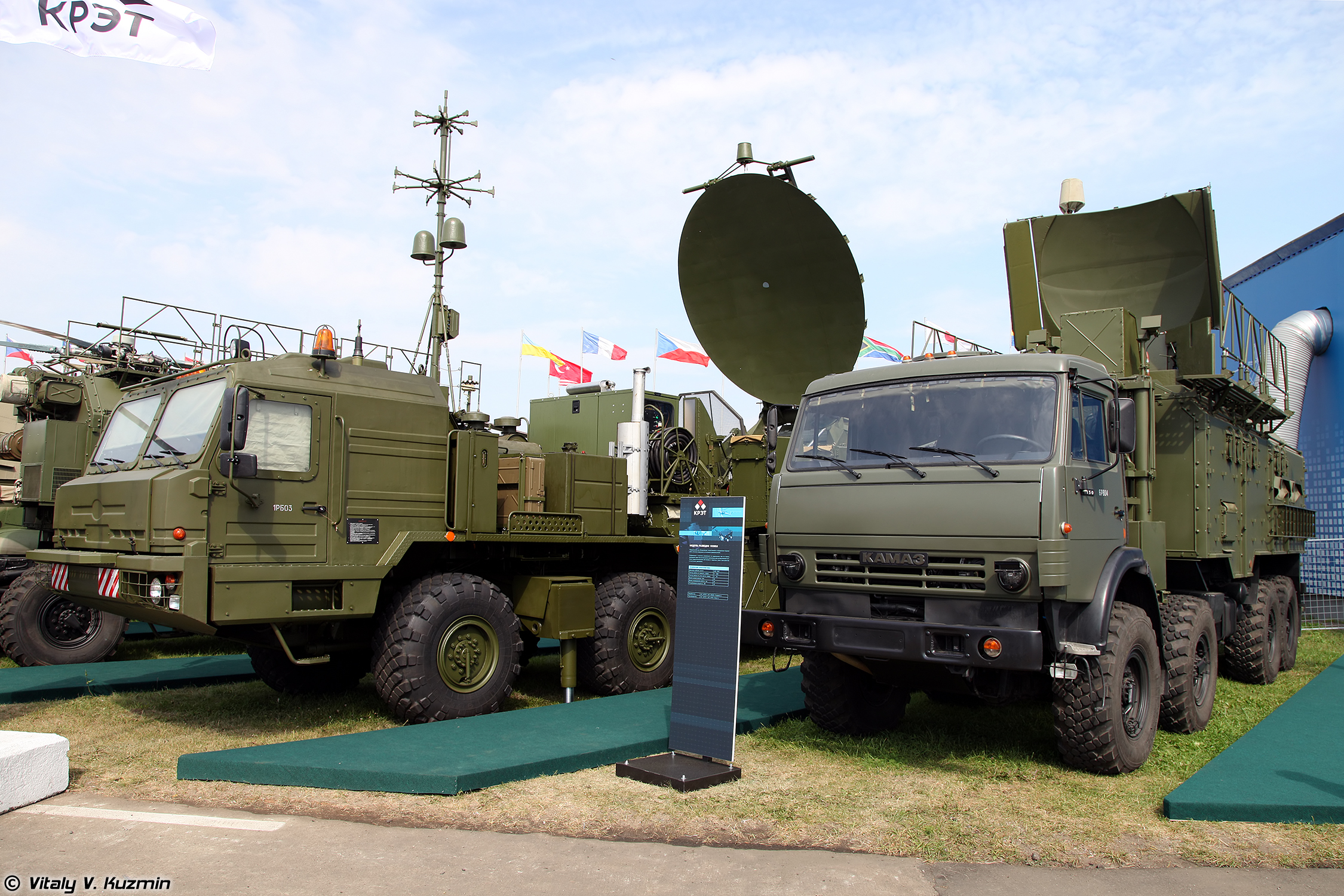
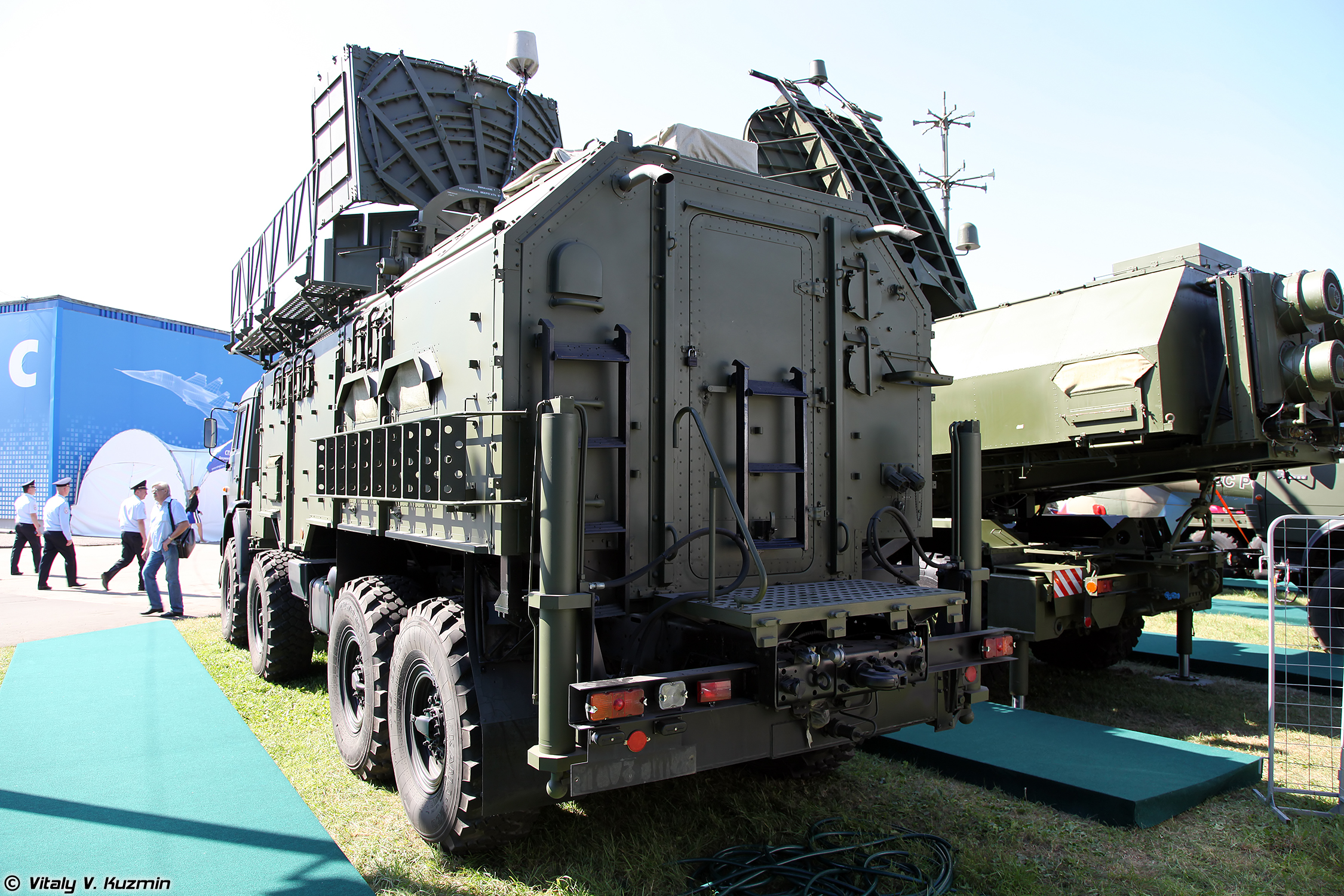
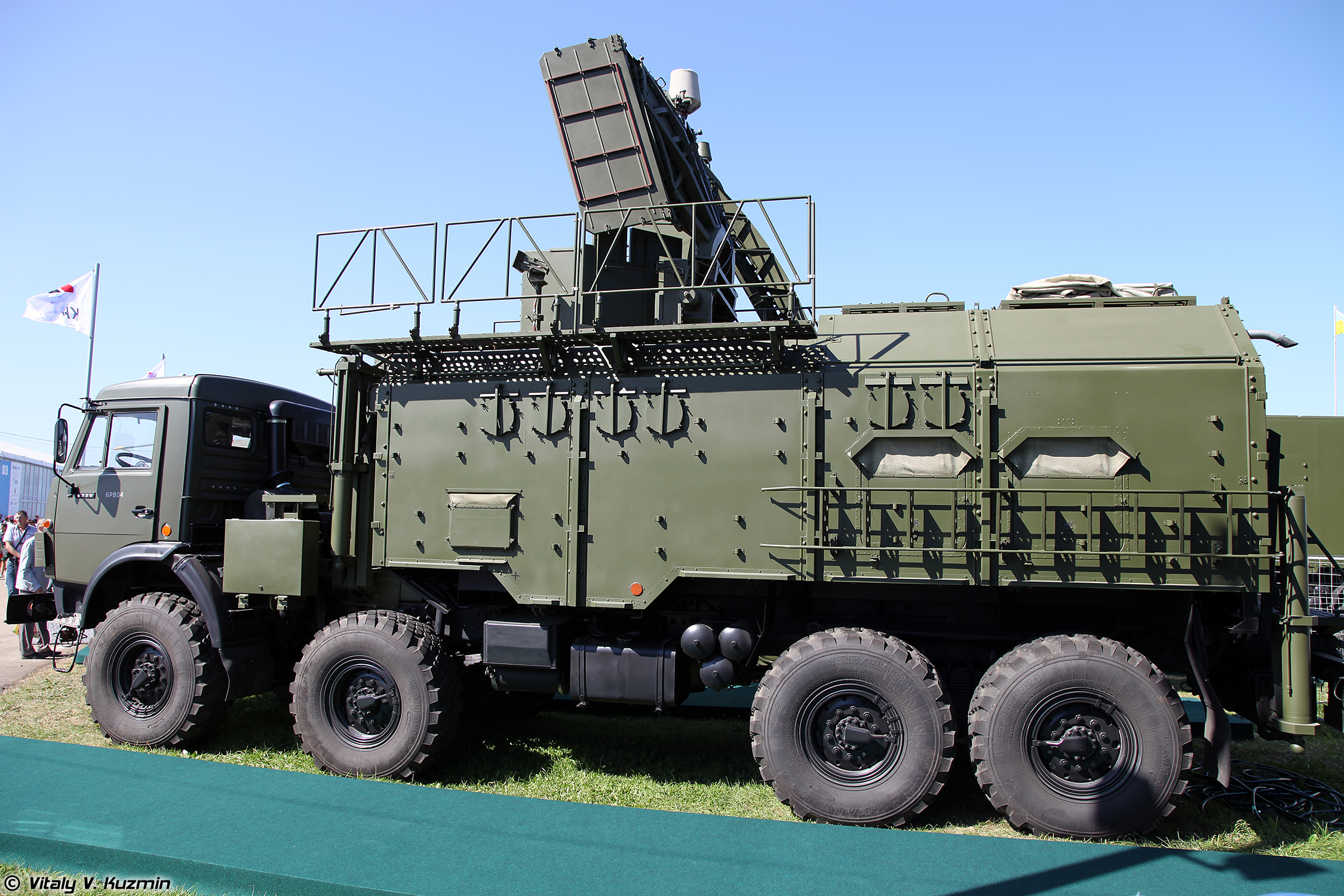